# サフラジェット・シティ
「サフラジェット・シティ」（英語: Suffragette City）はデヴィッド・ボウイの楽曲である。1972年に録音され、アルバム『ジギー・スターダスト』に収録されたのち、シングル盤にも何度か収録された。

## 来歴
「サフラジェット・シティ」は1972年2月4日、『ジギー・スターダスト』セッションの終わり頃に録音された。リードヴォーカルのボウイの他はミック・ロンソンがギター、トレヴァー・ボルダーがベース、ミック・ウッドマンジーがドラムを担当した。ボウイは部厚いサックスの音が欲しかったが、奏者を雇うかわりにプロデューサーのケン・スコットがARP2600シンセサイザーでホーンセクションのような音を作り、ミック・ロンソンに弾いてもらうことにした。 
もともとは1972年のアルバム『ジギー・スターダスト』に収録されていた。1972年4月にシングル「スターマン」のB面としてリリースされた。1975年2月には「ヤング・アメリカンズ」のB面になっている。 
1976年にコンピレーションアルバム『魅せられし変容〜ベスト・オブ・デヴィッド・ボウイ』のプロモーションのためシングルとして発売された。アメリカでシングル盤として発売されていた「ステイ」のバージョンがB面であった。このシングルはチャートインはしなかった。 
ボウイは自らこの曲を録音する前に、もし解散しようという計画を見合わせるのであればモット・ザ・フープルにこの曲を提供するという申し出を行った。モット・ザ・フープルはこれを拒んだが、かわりにボウイの「すべての若き野郎ども」をレコーディングした。

## 収録曲
1976年にシングル盤がリリースされた時の収録曲は、以下のとおりである。
1. "Suffragette City" (Bowie)  – 3:25
2. "Stay" (Bowie) – 3:21

## 参加スタッフ
- プロデューサー
  - ケン・スコット(「サフラジェット・シティ」)
  - デヴィッド・ボウイ

- 演奏
  - デヴィッド・ボウイ：ヴォーカル、12弦アコースティックギター
  - ミック・ロンソン：バッキング・ヴォーカル、ギター、ピアノ、ARP2600シンセサイザー
  - トレヴァー・ボルダー：ベース
  - ミック・ウッドマンジー：ドラム

## 分析
「サフラジェット・シティ」はリトル・リチャードやジェリー・リー・ルイスなど初期のロックンロールから強い影響を受けたリフ、『時計じかけのオレンジ』の小説版及び映画版を参照した歌詞(歌詞に登場する"droogie"は『時計じかけのオレンジ』に出てくる若者言葉ナッドサットで「友人」を意味する)、全員で一斉に歌う"Wham bam thank you ma'am!"というフックなどが特徴である。この楽曲は『ジギー・スターダスト』のアルバムに収録された曲の中でもテンポが速く、ロックらしい特徴を有する。
サフラジェット(Suffragette)とは女性参政権運動家を意味する。この楽曲におけるセクシュアリティの表現についてはさまざまな解釈がある。ボウイと仲間たちは1972年の1月にスタンリー・キューブリックの映画『時計じかけのオレンジ』を見ており、この映画に強い影響を受けた。しかしながら、クリス・オリアリーは、「サフラジェット・シティ」は『時計じかけのオレンジ』そのままの「暴力への扇動というよりは、セックスコメディ」であり、「解放された女たちが[歌い手の]男性を苛むすばらしい新世界、マゾヒズム的な夢」を歌う「傷ついた両性愛」がテーマであると分析している。一方で、この楽曲はデヴィッド・ボウイが完全に両性愛をアイデンティティとして受け入れておらず、女性のほうをより好んでいることを示していると考える分析もある。

## 再リリース
「サフラジェット・シティ」は何度もコンピレーションアルバムなどに収録されている。RCAよりリリースされた絵柄入りレコードのLife Timeディスクセットに収録された他、『魅せられし変容〜ベスト・オブ・デヴィッド・ボウイ』(1976年)、『チェンジスボウイ』(1990年)、『ザ・シングルス・コレクション』(1993年、イギリス)、The Singles 1969 to 1993(1993年、アメリカ)、『レアレストワンボウイ』(1995年、日本)、『ザ・ベスト・オブ・デヴィッド・ボウイ』(1997年)、『ベスト・オブ・ボウイ』(2002年)などに再録されている。
音楽ゲーム『ロックバンド』でも使用された。

## ライヴ録音
ボウイは1972年5月16日にBBCラジオの番組「70年代サウンド：ジョン・ピール」でこの曲を録音した。5月23日にこの録音が放送され、2000年に『デヴィッド・ボウイ BBCセッションズ』に収録された。
1972年10月20日、ジギー・スターダスト・ツアーのサンタモニカ公演での録音は1994年にブートレグ『Santa Monica '72』に収録され、2008年には『ライヴ・サンタ・モニカ '72』として公式にリリースされた。1973年7月3日にロンドンのハマースミス・オデオンで行われた同ツアーのライヴの映像は映画『ジギー・スターダスト』で使用され、サウンドトラック『ジギー・スターダスト・ザ・モーション・ピクチャー』にも収録されている。
1974年のダイアモンド・ドッグス・ツアーの『デヴィッド・ボウイ・ライヴ』(1974年、日本)に収録された。このヴァージョンはボックスセット『サウンド+ヴィジョン』にも収録されている。同ツアーからは2017年にクラックド・アクター～ライヴ・ロサンゼルス'74もリリースされ、これにも収録されている。
1976年3月23日、アイソラー・ツアーのユニオンデール公演での録音は『ライヴ・ナッソー・コロシアム '76』に収録されている。このアルバムは2010年に『ステイション・トゥ・ステイション』が再発売された際その一部として出たものだが、2016年には『フー・キャン・アイ・ビー・ナウ? 1974-1976』に収録されたのちに2017年に単発のアルバムとして発売された。
1978年のアイソラーII・ツアーでの録音は、同年にリリースされた『ステージ』には収録されなかったが、2017年の再発盤に収録された。同ツアーのロンドン公演での録音は、2018年のライヴアルバム『ウェルカム・トゥ・ザ・ブラックアウト〜ライヴ・ロンドン'78』に収録された。

## カバー
以下のアーティストにより、ライブでカバーされた。
- ずうとるび - 1975年のライブアルバム『ずうとるびファースト・ライブ』にて新井康弘がカバー。
- 氷室京介 - 1988年のソロデビューライブツアー「KING OF ROCK SHOW “DON'T KNOCK THE ROCK”」にてカバー。後にシングル『DEAR ALGERNON』のカップリング曲として収録。
- ZI:KILL - 1992年、ライブツアー「IN The HOLE TOUR」にてカバー。後にライブビデオ『1992 OPEN THE GATE -天国の階段-』に収録。
- レッド・ホット・チリ・ペッパーズ - 1995年にシングル「エアロプレイン」のB面として発売された後、2012年にカバー曲集『ウィー・サルート・ユー』に再録された[18]。